# Piaskownica

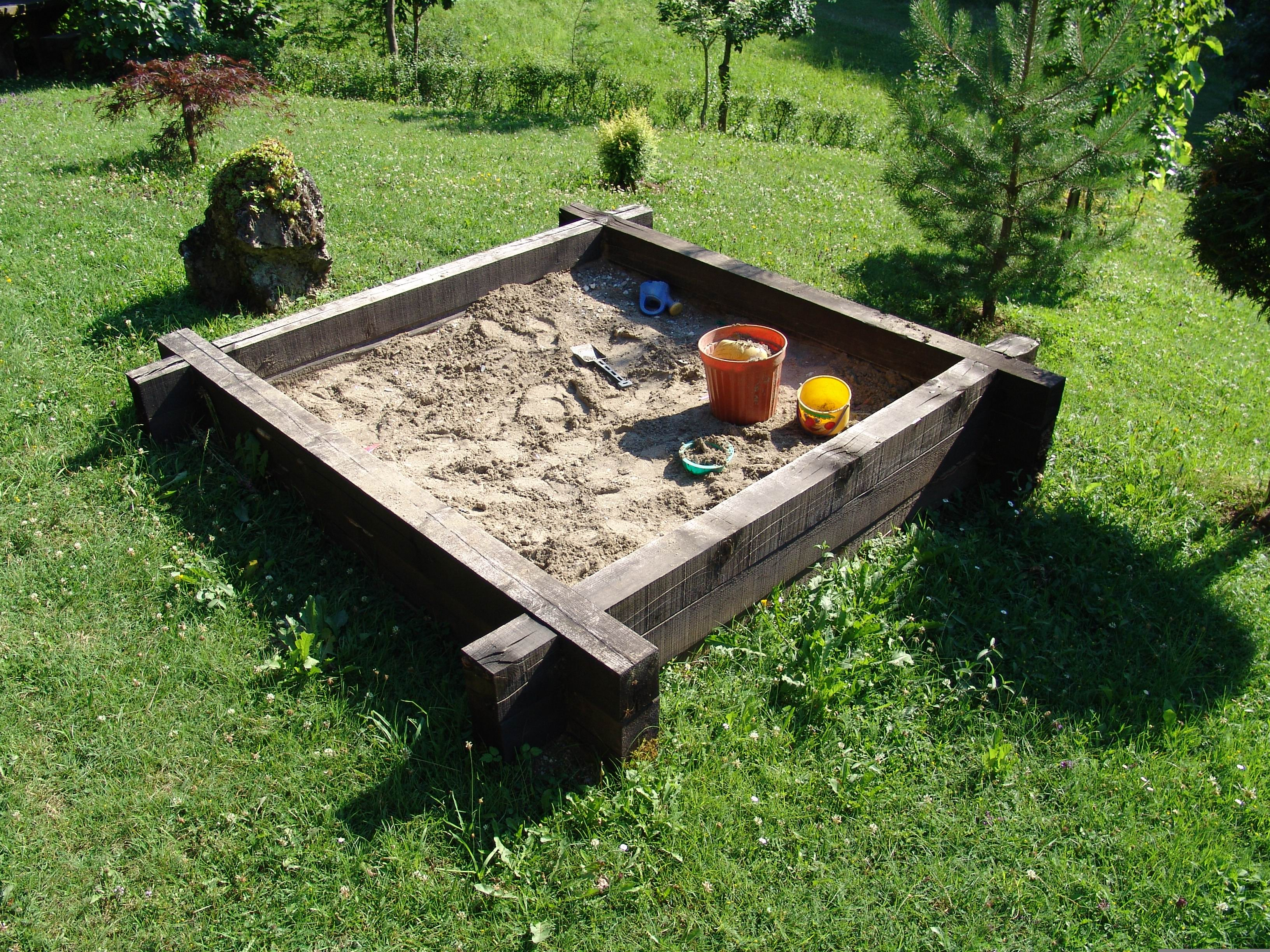
Piaskownica

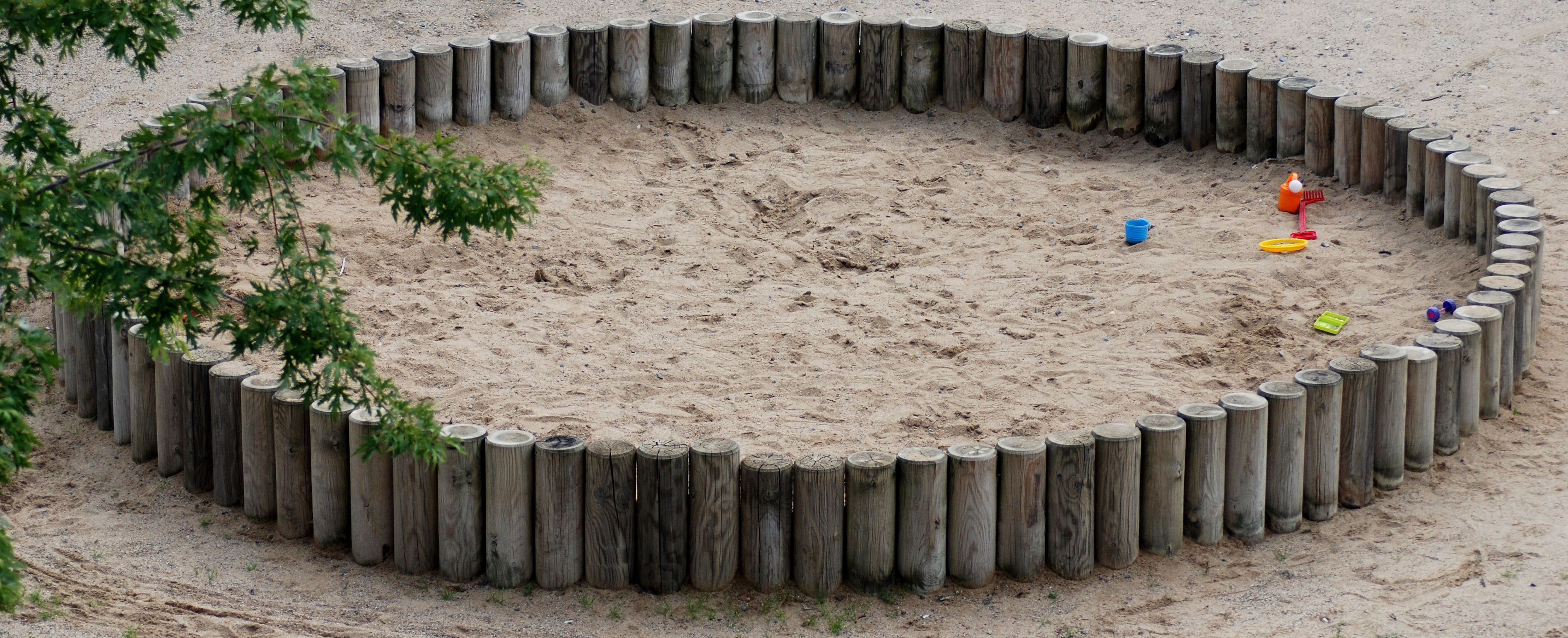
piaskownica z palisadą ogrodową

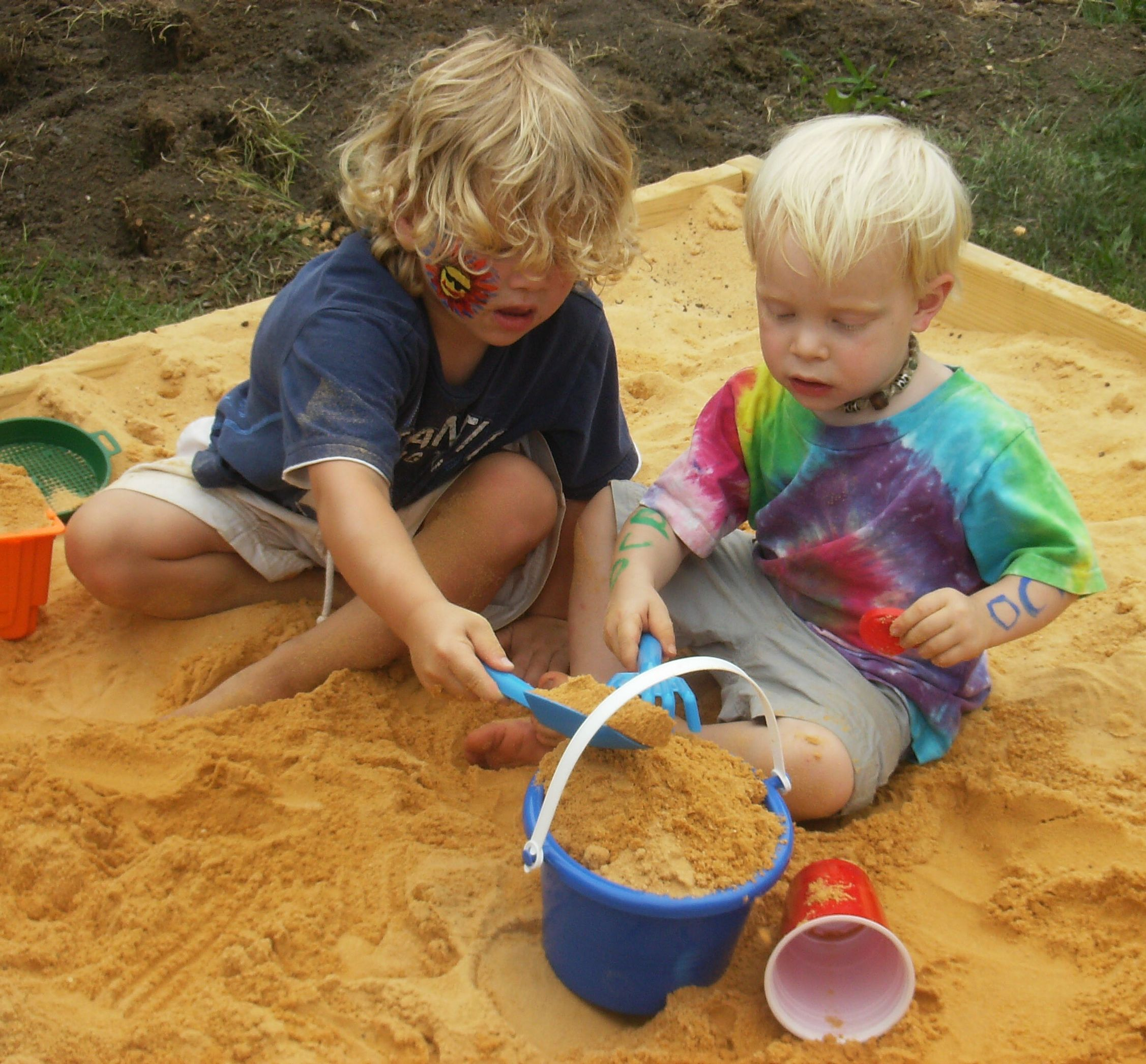
zabawa w piaskownicy

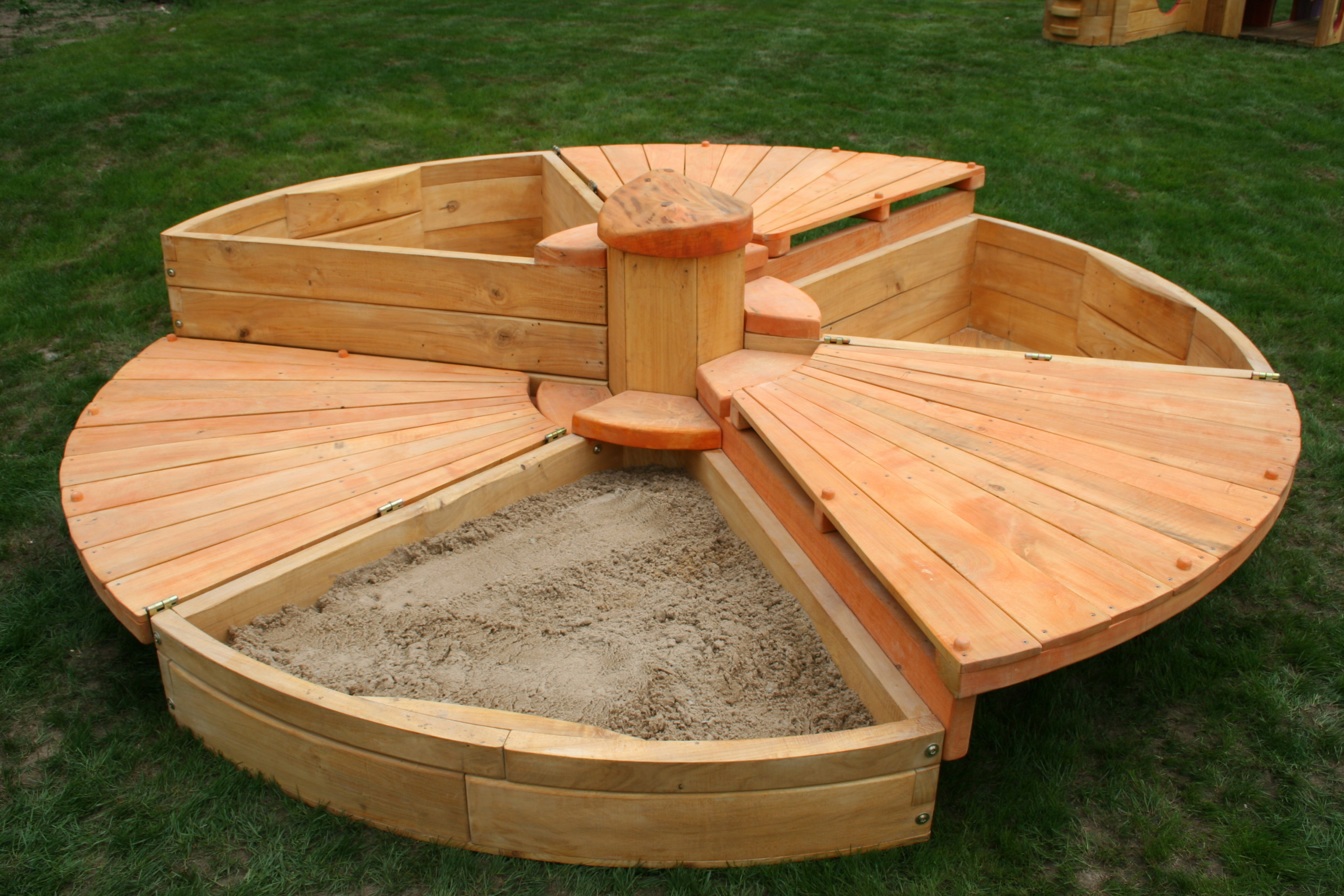
zamykana drewniana piaskownica

Piaskownica – miejsce zabaw dzieci. Zazwyczaj jest to prostokątna rama wykonana z plastiku, metalu lub drewna wypełniona piaskiem. Ściany tej ramy mogą być częściowo wkopane w ziemię, natomiast wystająca ich ponad ziemię część, wysokości kilkunastu centymetrów, stanowi ogrodzenie piaskownicy i zapobiega rozsypywaniu się piasku poza nią. Na krawędzie ramy piaskownicy zazwyczaj nałożone i umocowane są płaskie deski lub pełniące podobną rolę elementy z innego materiału, które z jednej strony mogą stanowić siedzisko dla bawiących się dzieci, a z drugiej łagodzą skutki ewentualnych upadków.